# Bryum tepintzensa
Bryum tepintzensa är en bladmossart som beskrevs av Bescherelle och C. Müller 1900. Bryum tepintzensa ingår i släktet bryummossor, och familjen Bryaceae. Inga underarter finns listade i Catalogue of Life.